# Erik Tersmeden
Lars Gustaf Erik Tersmeden, född den 19 maj 1939 i Ängelholms församling i Kristianstads län, död den 21 mars 2021 i Horns distrikt i Östergötlands län,  var en svensk jurist och ämbetsman.
Efter juris kandidatexamen i Lund 1963 och tingstjänstgöring 1963–1966 tjänstgjorde han vid Hovrätten för Västra Sverige 1966–1968 och 1972–1974 samt hos Justitieombudsmannen 1968–1972. Han var assessor vid Hovrätten för Västra Sverige 1974, utredningssekreterare 1974–1976, sakkunnig i justitiedepartementet 1976–1984, departementsråd vid samma departement 1984–1986 och rättschef vid utbildningsdepartementet från 1986. Han utsågs samma år till hovrättsråd vid Svea hovrätt över stat samt var kombinerad expeditions- och rättschef vid utbildningsdepartementet 1992–1994. Han var hovrättslagman i Svea hovrätt 1994–2004.
Fram till 2003 hade han olika statliga uppdrag, bland annat som vice ordförande i Statens nämnd för arbetstagares uppfinningar och som ledamot i Riksarkivets heraldiska nämnd. Han var vice ordförande i Riddarhusdirektionen från 2001 och till sin avgång ur direktionen 2016.
Tersmeden var son till försöksassistenten Einar Tersmeden och Margit, ogift Leijd. Han var gift första gången 1964–1978 med läraren Christina Eriksson (född 1943), som är dotter till Carl-Erik Eriksson, andra gången 1983–1987 med juristen Ulrika Tengelin (född 1947) och tredje gången från 1988 med Eva Göthlin (född 1942). I det första äktenskapet hade han tre barn, bland vilka märks Fredrik Tersmeden (född 1968).